# Calceus
Calceus (мн.ч.: Calcei) са обувките на римските граждани. Те са от кожа с подметка, от която кожени ленти се омотават около крака и се връзват с връзки. Броят на връзките зависи от ранга. До кокалчето, затворени или със свободни пръсти ботуши се носят извън дома към тогата. Към туниката и в къщи се носят сандали, подобни на Caligae на войниците.
Жените носят подобни Calcei от по-мека цветно боядисана кожа. Робите нямат право да носят Calcei.
Calceus repandus e етруска обувка с издигнат нагоре връх.
Подобна е и българската дума калцуни, висока до коляното обувка от груб плат.